# 西伊波朗
西伊波朗是巴西圣卡塔琳娜州的一个市镇。总面积202.369平方公里，总人口9091人，人口密度44.9人/平方公里。